# Renato Ziggiotti
Renato Ziggiotti, S.D.B., (Campodoro (Padua), 9 oktober 1892 - Albarè di Costermano, 19 april 1983) was een Italiaans rooms-katholiek priester en generaal overste van de orde van de Salesianen van Don Bosco.
Ziggiotti studeerde aan het Salesiaans college van Este en trad in 1908 in bij de Salesianen. Tijdens de Eerste Wereldoorlog diende hij in het Italiaanse leger. In 1917 werd hij gewond en verbleef gedurende verschillende maanden in een ziekenhuis. Na zijn ontslag uit het leger werd hij in 1920 tot priester gewijd. In 1952 werd hij verkozen tot generaal overste van de Salesianen en werd zo de eerste overste die Don Bosco nooit had ontmoet. Hij ondernam talrijke buitenlandse reizen en bezocht elk land waar de orde gevestigd was. Hij nam in 1965 ontslag en werd opgevolgd door Luigi Ricceri.
- Biblioteca Nacional de España: XX5314083
- International Standard Name Identifier: 0000 0003 7938 6980
- Istituto Centrale per il Catalogo Unico: SBLV021436
- Virtual International Authority File: 257460661
- WorldCat: E39PBJdrMVKGkYddqJhvt3RxjC